# Expédition américaine au K2 de 1953

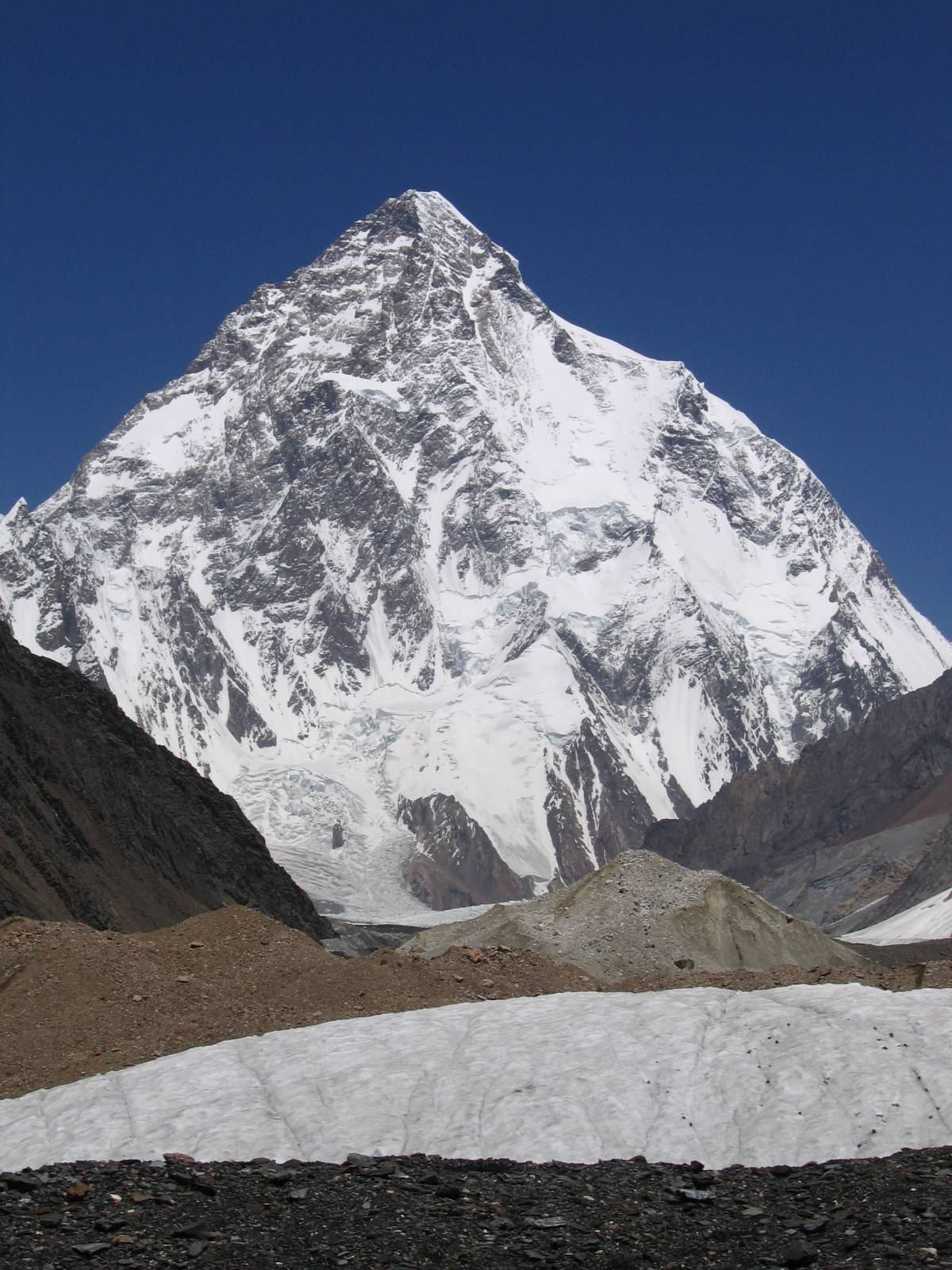
Vue du K2 depuis le sud. Le point le plus haut atteint par les membres de l'expédition est la partie la moins pentue, aux deux-tiers de la hauteur (sur la droite sur cette photo).

L’expédition américaine au K2 de 1953 est une expédition alpine au K2 (8 611 mètres), la deuxième montagne la plus haute de la planète. Il s'agit de la cinquième expédition à tenter l'ascension du K2 et la première depuis la fin de la Seconde Guerre mondiale. Conduite par Charles Houston, une équipe composée principalement d'alpinistes américains tente l'ascension par l'arête sud-est (plus connue sous le nom d'éperon des Abruzzes) dans un style qui était exceptionnellement léger pour l'époque. L'équipe atteint l'altitude de 7 750 m mais elle se retrouve bloquée par une tempête dans le dernier camp, où un membre de l'expédition, Art Gilkey, tombe gravement malade. Une retraite désespérée en direction du camp de base s'ensuit, au cours de laquelle tous les grimpeurs manquent de se tuer dans une chute arrêtée in extremis par Pete Schoening (en), Gilkey décèdera par la suite apparemment dans une avalanche. Les membres de cette expédition ont été largement félicités pour le courage qu'ils ont démontré dans leur tentative de sauver Gilkey et pour l'esprit d'équipe et les liens d'amitié qui en ont découlé,,,.

## Contexte
En 1953, quatre expéditions avaient déjà tenté l'ascension du K2. Oscar Eckenstein et le duc des Abruzzes, Louis-Amédée de Savoie, conduisent des expéditions en 1902 et 1909 respectivement, aucune ne parvenant à réaliser des progrès substantiels, le duc des Abruzzes déclarera même après son échec que cette montagne ne serait jamais vaincue. Cependant, deux expéditions américaines en 1938 et 1939 parviennent à se rapprocher du sommet. L'expédition conduite par Charles Houston en 1938 confirme le fait que l'éperon des Abruzzes était une voie permettant d'atteindre le sommet, elle atteint l'« épaule du K2 » à 8 000 m, avant de redescendre en raison du manque de vivres et de matériel et à la dégradation des conditions météorologiques,. L'expédition menée l'année suivante par Fritz Wiessner se rapproche encore davantage du sommet, mais elle se termine tragiquement avec la mort de quatre membres de l'expédition,. Ces expéditions prouvent que l'ascension du K2 était réalisable et d'autres tentatives d'ascension auraient été réalisées si la Seconde Guerre mondiale et la première guerre indo-pakistanaise de 1947 n'avaient pas rendu les voyages au Cachemire quasiment impossibles pendant les années 1940.

## Préparation de l'expédition
En dépit des problèmes d'ordre politique auxquels ils devaient faire face, Charles Houston et Robert Bates (en) n'avaient pas perdu l'espoir de retenter l'ascension du K2 après leur première tentative en 1938. En 1952, Houston — avec l'aide de son ami Avra M. Warren, l'ambassadeur des États-Unis au Pakistan — obtient la permission de monter une expédition l'année suivante.
Houston et Bates conçoivent l'expédition comme une expédition légère, reprenant de nombreux éléments de ce qui allait par la suite être connu sous le nom de « style alpin ». Il existait pour cela des raisons pratiques. Depuis la partition de l'Inde, les Sherpas indiens qui servaient traditionnellement de porteurs dans les expéditions himalayennes étaient désormais interdits d'entrer au Pakistan, et les porteurs Hunza qui les remplaceront avec d'authentiques qualités pour l'alpinisme. Étant donné la difficulté technique de l'éperon des Abruzzes, il n'était pas aisé d'employer des porteurs pour amener de lourdes charges haut sur la montagne, les Américains envisagent donc de n'utiliser les porteurs que jusqu'au camp II. En outre, l'escarpement de l'éperon des Abruzzes signifiait qu'il y avait peu d'espace plat pour installer les tentes, les sites où installer des camps susceptibles d'accueillir un grand nombre de grimpeurs seraient donc difficiles à trouver. Ainsi, Houston et Bates envisagent de constituer une petite équipe de huit grimpeurs, sans porteur de haute altitude. La taille de l'équipe excluait l'utilisation d'oxygène supplémentaire, faute de porteurs pour transporter les lourdes bombonnes jusqu'au sommet de la montagne, mais Houston était confiant d'après ses propres expériences en temps de guerre, ainsi que l'expérience acquise lors des expéditions britanniques à l'Everest avant-guerre, qu'il serait possible de gravir le K2 sans oxygène,.
Houston et Bates envisagent de nombreux grimpeurs, ils les sélectionnent pour leur esprit d'équipe et leur expérience plutôt que pour leurs exploits individuels,. Houston était conscient de que les querelles de personnalité entre grimpeurs avaient été fatales à d'autres expéditions au Karakoram, notamment à celle de Wiessner, il était donc déterminé à faire en sorte de les éviter. Les six grimpeurs retenus sont Robert Craig, un professeur de ski de Seattle, Art Gilkey, un géologue de l'Iowa, Dee Molenaar, un géologue et artiste de Seattle, Pete Schoening (en), également de Seattle et, à seulement 25 ans, le benjamin de l'équipe George Bell, un physicien nucléaire de Los Alamos. Le huitième membre de l'équipe est Tony Streather, un officier militaire anglais qui est initialement employé en tant qu'agent de transport (Transport Officer), mais qui démontrera des aptitudes suffisantes pour devenir un membre à part entière de l'équipe de grimpeurs,,. William House, qui avait rempli un rôle majeur lors de l'expédition de 1938, est incapable de rejoindre l'équipe pour des raisons d'affaires. D'autres alpinistes talentueux, tels que Willi Unsoeld, Paul Petzoldt et Fritz Wiessner lui-même sont écartés car il n'est pas jugé qu'ils s'entendraient bien avec le reste de l'équipe.
L'expédition est financée par des fonds privés, ne recevant aucune subvention d'organismes d'alpinisme, ni du gouvernement américain. Le budget de 32 000 $ est avancé par les membres eux-mêmes, par des dons, par des avances payées par la National Broadcasting Corporation et le Saturday Evening Post pour un film et une série d'articles de presse, ainsi que par des emprunts bancaires. Certains mécénats d'entreprise sont également obtenus, mais principalement sous la forme de don de matériel et de nourriture plutôt que de l'argent.

## Ascension, tempête et maladie

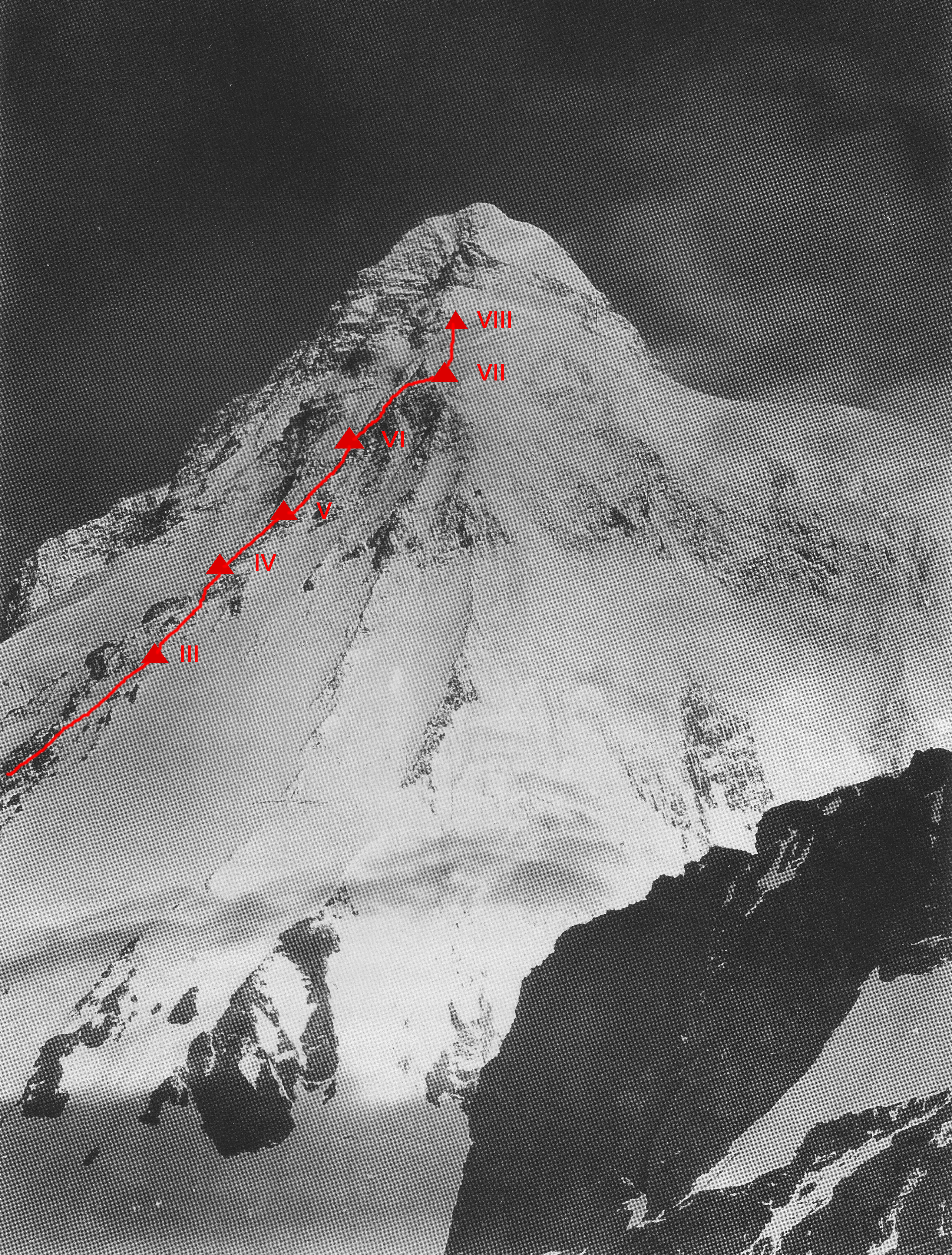
La voie suivie par l'expédition sur la partie supérieure de l'éperon des Abruzzes, montrant la position des camps III à. L'accident a lieu entre les camps VII et.

Les membres de l'expédition se retrouvent à Rawalpindi à la fin du mois de mai 1953 et s'envolent en direction de Skardu. Après un long trek à travers Askole et après avoir remonté le glacier du Baltoro, ils arrivent à la base du K2 le 20 juin. Les premières étapes de la montée se déroulent bien, mais les progrès sont lents en raison de la tactique retenue. Les tragédies du Nanga Parbat en 1934 et du K2 en 1939 avaient convaincu Houston de l'importance que tous les camps soient bien ravitaillés dans le cas où les membres de l'expédition auraient à s'y réfugier en cas de mauvais temps. Pour cela, les grimpeurs devraient faire des allers-retours supplémentaires pour transporter les vivres et le matériel entre les camps, mais cela se révélerait crucial pour leur survie.
Le 1er août, la voie est ouverte jusqu'au camp VIII, à la base de l'« Épaule » (vers 7 800 m), et le lendemain l'ensemble de l'équipe s'y rassemble pour se préparer à l'ascension finale en direction du sommet. Cependant, le temps se détériore progressivement depuis plusieurs jours, et bientôt une violente tempête éclate. Dans un premier temps, cela ne décourage pas l'équipe et un vote à bulletin secret est mené pour décider quels grimpeurs seraient choisis pour réaliser la première ascension du sommet. Cependant, alors que la tempête se poursuit plusieurs jours leur position commence à s'infléchir. L'une des tentes s'effondre pendant la quatrième nuit, forçant Houston et Bell à se serrer dans d'autres tentes, où les grimpeurs étaient déjà à l'étroit. Le 6 août, les prévisions météorologiques laissant peu d'espoir d'amélioration, l'équipe discute pour la première fois du fait d'abandonner l'ascension.
Le lendemain, le temps s'améliore, mais l'idée de tenter l'ascension du sommet est rapidement abandonnée après qu'Art Gilkey se soit effondré en sortant de sa tente. Houston lui diagnostique une thrombophlébite - caillots sanguins qui serait dangereuse au niveau de la mer, mais qui risquait de lui être fatale à 7 800 m. Toute l'équipe s'engage immédiatement dans une tentative désespérée pour le sauver. Bien qu'ils pensaient qu'il y avait peu ou pas de chance de le sauver, la possibilité de l'abandonner n'est jamais évoquée,. Cependant, le risque d'avalanche maximal et la tempête redoublant d'intensité leur interdit toute descente à ce moment-là. L'équipe reste au camp VIII pendant plusieurs jours dans l'attente que le temps s'améliore.

## Tentative de sauvetage et chute
Le 10 août, la situation était devenue critique : Gilkey montrait désormais des signes d'embolie pulmonaire, son état se détériorait rapidement, et toute l'équipe était toujours coincée à une altitude où un séjour prolongé les exposait tous à la mort. En dépit de la tempête persistante et du risque d'avalanches, l'équipe décide qu'elle n'avait d'autre choix que de redescendre. Sur un brancard de fortune fabriqué à partir de toile, de cordes et d'un sac de couchage, Gilkey est tiré sur un terrain escarpé, jusqu'à ce que l'équipe atteigne un point où ils devaient traverser une pente de glace dangereuse pour rejoindre le camp VII (7 500 m).
Une chute du groupe se produit alors que les grimpeurs avaient commencé la traversée. George Bell glisse sur une plaque de glace dure, entraînant son compagnon de cordée Tony Streather. Dans la chute, leur corde s'enroule autour de celle reliant Houston, Bates, Gilkey et Molenaar, entraînant les quatre hommes dans la chute. Pete Schoening, qui assurait Gilkey et Molenaar, en entourant rapidement la corde autour de ses épaules et de son piolet, parvient à retenir les six grimpeurs, certains d'entre eux ayant chuté de plus de 100 m à ce moment-là. S'il n'avait pas réagi à temps, toute l'équipe, à l'exception de Craig qui était désencordé, serait tombée sur plus de 2 000 m jusqu'au glacier Godwin-Austen,,.
Les grimpeurs remontent la pente et parviennent à rejoindre le camp VII. Gilkey est perdu. Il avait été ancré à la pente de glace pendant que les hommes — épuisés — préparaient les tentes, lorsque des cris étouffés sont entendus. Bates et Streather sortent pour le ramener à l'intérieur de la tente, mais ce dernier avait disparu. Un léger sillon dans la neige laissant penser qu'une avalanche avait eu lieu.
Des auteurs tels que Jim Curran ont suggéré que la mort de Gilkey, bien que tragique, avait néanmoins sans aucun doute sauvé la vie du reste de l'équipe, dont les membres étaient maintenant libres de se concentrer sur leur propre survie. Houston exprimera son accord avec cette opinion, mais Pete Schoening a
toujours pensé, sur la base de ses autres expériences de secours en montagne, que l'équipe aurait pu réussir le sauvetage, mais avec davantage de gelures que celles dont ils ont souffert. Il existe également une controverse sur les circonstances de la mort de Gilkey. Tom Hornbein et d'autres ont suggéré que, réalisant que son sauvetage mettait en danger la vie des autres, Gilkey aurait délibérément choisi de se libérer et de se laisser glisser dans la pente,. Charles Houston a d'abord pensé que cela n'était pas possible, pensant que Gilkey, qui était sous sédation avec de la morphine, aurait été trop faible pour avoir enlevé les ancres. Cependant, en reprenant le cours des événements pour un documentaire en 2003, il est devenu convaincu que Gilkey a en effet mis fin à ses jours en se détachant. D'autres, tels que Robert Bates, restent à ce jour convaincus que la mort de Gilkey résulte d'un accident et non pas d'un suicide.
La descente du camp VII au camp de base prend cinq jours supplémentaires et se révèle épuisante ; tous les membres de l'expédition sont à bout de force, George Bell souffre de graves gelures aux pieds et Charles Houston, qui avait été victime d'un traumatisme crânien, était étourdi et commotionné. Houston dira que, bien qu'il ait été fier de la tentative de sauver Gilkey, il estime qu'avoir réalisé le reste de la descente en toute sécurité était un exploit plus grand encore. Pendant la descente, les grimpeurs aperçoivent un piolet cassé et des roches ensanglantées, mais aucune trace d'Art Gilkey n'est trouvé.
Lors de la descente de l'équipe vers le camp de base, un mémorial prenant la forme d'un cairn est érigé en mémoire d'Art Gilkey, et un éloge funèbre est prononcé. Le mémorial Gilkey est devenu depuis le lieu de sépulture des grimpeurs qui sont morts sur le K2, ainsi qu'un mémorial à ceux dont les corps n'ont pas été retrouvés.

## Suites et conséquences
En dépit du traumatisme de l'expédition, Charles Houston (en) tient à faire une autre tentative d'ascension du K2, et demande la permission pour mener une nouvelle expédition en 1954. Il est extrêmement déçu en apprenant qu'une expédition italienne avait réussi l'ascension le 31 juillet 1954. Houston obtient une permission pour 1955 mais il ne la mènera pas à bien, il abandonne l'alpinisme pour se concentrer sur sa carrière et la recherche en médecine de haute altitude. Pete Schoening, quant à lui, retournera au Karakoram en 1958 et, avec Andy Kauffman il réalise la première ascension du Gasherbrum I (8 080 m). Il s'agit alors de la première ascension la plus haute réalisée par une équipe américaine.
Un récit de l'expédition, écrit par Bates et Houston (avec des passages additionnels écrits par d'autres grimpeurs), est publié en 1954 sous le titre K2 - The Savage Mountain. Il reçoit un accueil très favorable, et est considéré comme un classique de la littérature de montagne,.

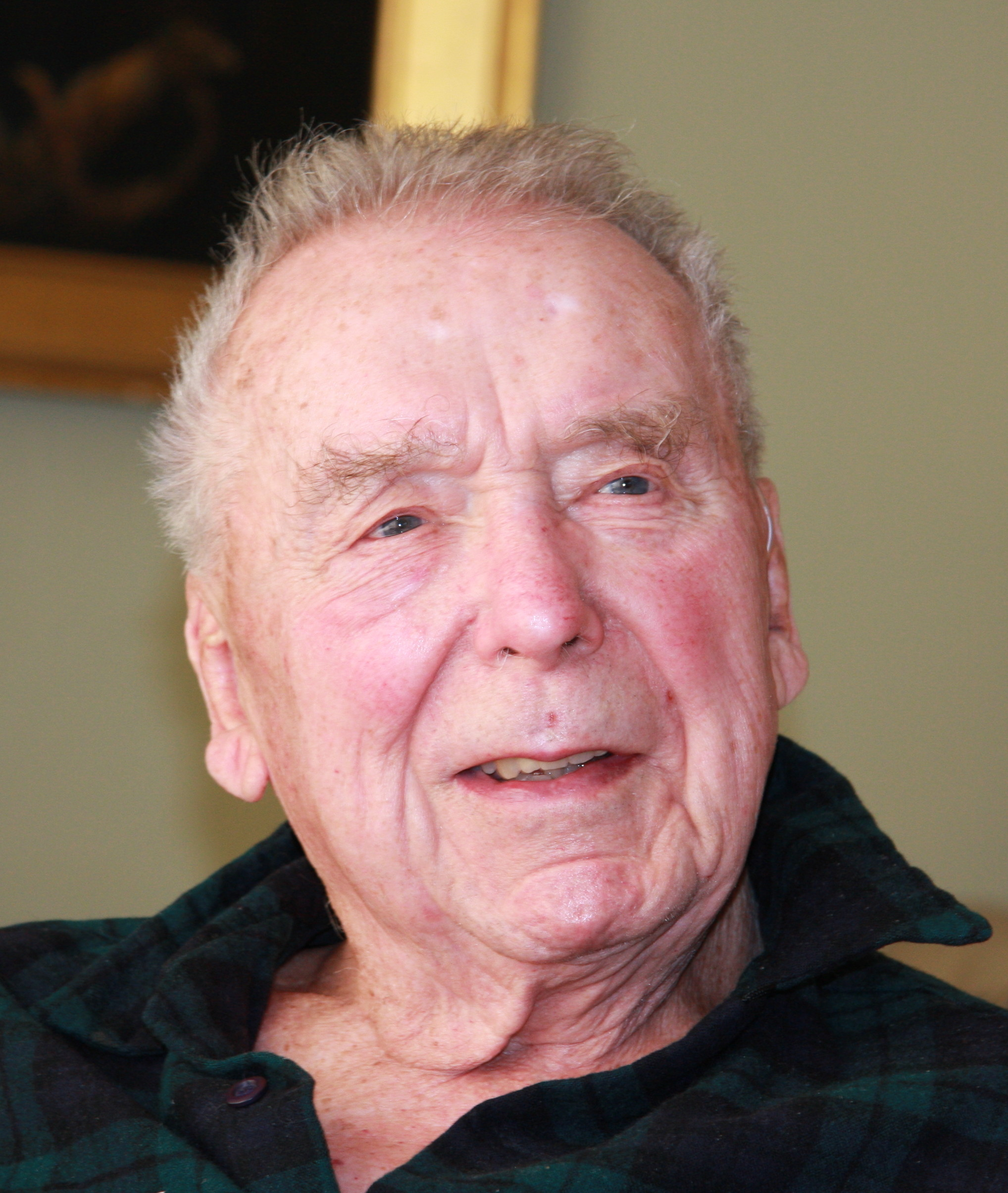
Charles Houston en 2008.

Contrairement à d'autres expéditions au K2 qui se sont terminées dans l'amertume et le ressentiment, telles que l'expédition de Wiessner de 1939 et l'expédition italienne victorieuse de 1954, l'expédition 1953 a donné naissance à des liens d'amitié à vie entre ses membres. Houston remarquera que « nous avons abordé la montagne comme des étrangers, mais nous l'avons quittée comme des frères »,, alors que Bates dira par la suite que « la fraternité de la cordée établie sur le K2 a survécu à l'expédition pendant plusieurs décennies, elle s'est basée sur un sens partagé des valeurs, des intérêts, du respect mutuel et de l'affection »,. Pour cette raison, mais également pour la bravoure et l'abnégation montrés dans la tentative pour sauver Art Gilkey, l'expédition a été élevée par des auteurs tels que Jim Curran en « un symbole de tout ce qu'il y a de meilleur dans l'alpinisme »,. Jim Wickwire, qui sera le premier Américain à réussir l'ascension du K2 en 1978, a décrit leur courage et leur caractère comme « l'une des plus grandes histoires d'alpinisme de tous les temps »,, et il écrit une lettre à Houston pour lui dire qu'il aurait préféré participer à l'expédition de 1953 plutôt que de réussir à vaincre le K2 en 1978. Plusieurs années après l'expédition, Reinhold Messner, le premier homme à avoir vaincu les quatorze sommets de plus de 8 000 mètres d'altitude dira qu'il avait un grand respect pour l'équipe italienne, qui a réalisé la première ascension du K2, mais qu'il avait encore davantage de respect pour l'équipe américaine qui avait échoué, et d'ajouter « ils ont échoué dans la plus belle façon que vous pouvez imaginer. »
En 1981, l'American Alpine Club institue le Prix commémoratif David A. Sowles (en) pour les « alpinistes qui se sont distingués, avec un dévouement désintéressé en prenant personnellement des risques ou en sacrifiant un objectif majeur, en portant assistance à d'autres grimpeurs en péril dans les montagnes ». Les membres survivants de la troisième expédition américaine au Karakoram furent parmi les premiers récipiendaires de ce prix.
L'action de Schoening permettant d'arrêter la chute collective prend une dimension emblématique et son geste est désormais connu dans les milieux d'escalade américains sous le nom de « The Belay ». Schoening restera toujours très modeste à ce propos, affirmant qu'il s'agissait simplement de chance.